# أتروبين
الأتروبين (بالإنجليزية: Atropen)‏ هو مركب شبه قلوي مستخرج من الباذنجان المميت ونبات اللفاح وغيرها من النباتات من الفصيلة الباذنجانية.
وتصنف من مضادات المخدرات يمكن أن تكون قاتلة، وتستمد اسمها من أتروبس Atropos وفقًا لما ذكرته الأساطير اليونانية، وبالإيطالية «بيلا دونا» وتعني «السيدة الجميلة»، حيث كانت النساء تعمد إلى وضع خلاصة هذه النبتة في أعينهن لتتسع ويبدين جميلات.

## التركيب
يصنف الاتروبين من المركبات الطبيعية شبه القلوية، وهو مركب طبيعي وذلك لأنه يأتي من مصدر نباتي (مثل النبتة المعروفة بست الحسن).
من حيث التركيب الدوائي يصنف من الادوية مضادة الكولينيات، والأدوية التي تقوم بإعاقة عمل الأسيتيل كولين ويعد الأتروبين من الأدوية شديدة الانتقائية لمستقبلات المسكارين.
يعد الأتروبين من الأدوية الأساسية في منظمة الصحة العالمية «قائمة الأدوية الأساسية»، والتي هي قائمة الحد الأدنى من الاحتياجات الطبية الأساسية لنظام الرعاية الصحية ويستخدم كمضاد لاضطراب النظم ولتوسيع حدقة العين ومعالجة التشنج وعلاج حلات التسمم ببعض المبيدات الحشرية.

## أداء الاتروبين
يمكن توقع أداء الاتروبين عن طريق المعرفة بالطريقة التي يستجيب بها الجسم لتأثير الجهاز العصبي نظير الودي على مختلف أعضاء الجسم.
يؤثر أيضا على العقدة الجيبية الأُذينية حيث يعمل على زيادة عملها مما يولد أنعكاس لعمل العصب المبهم (Vagus nerve)، أيضاً يحجب انتقال التيار العصبي لمركب أستيل كولين (Acetylcholine) حيث أن هذا المركب من النواقل العصبية. ويكثر استخدام الاتروبين في الطب حيث يستخدم في طب العيون لأنه يعمل على اتساع حدقة العين، كما يستخدم مع مرضى القرحة المعدية والمعوية لأنه يقلل الإفرازات المعوية والمعدية.

## المكونات الفعالة
1. الاتروبين

### استخدامات الاتروبين
- طب وجراحة العيون كموسع لحدقة العين.
- الصدر في حالات الربو لتوسيع القصبة الهوائية.
- أمراض الجهاز الهضمي كمضاد للتشنجات.
- المسالك البولية في حالة سلس البول.
- في علم السموم كعلاج لحالات التسمم بالمورفين والتسمم بالأدوية المقوية للقلب digitalis والمبيدات الحشرية organophosphorous

## تأثير الاتروبين على العين
يسبب الاتروبين توسع في حدقة العين والذي يسبب عدم وضوح في الرؤية
وتستخدم هذه الخاصية للأتروبين للعمليات الجراحية العينية.